# الإمبراطور (مسلسل عماني)
المسلسل الاذاعى العمانى الإمبراطور (سعيد ابن سلطان البوسعيدى) إنتاج شركة هيكل للإنتاج الفنى سلطنة عمان

## موضوع المسلسل
هذا العمل يتناول تاريخ سلطنة عمان حيث تناول تاريخ وسيرة السلطان سعيد بن سلطان بن الامام أحمد البوسعيدى (سلطان عمان وزنجبار) هذا السلطان الذي يحسب له تحقيق الاستقرار للامبراطورية العمانية واخضاع شرق افريقيا من زنجبار وما حولها للامبراطورية، كما تناول العمل النمو والرخاء الاقتصادى الذي حققه السلطان سعيد للسلطنة، وكذلك علاقاته التاريخية مع دول العالم وخاصة العلاقات التجارية مع بريطانيا وفرنسا وأمريكا والتي كانت دول ناشئة في ذلك الوقت، كما تناول العمل رحلة السفينة سلطانة إلى أمريكا وإرسال أول سفير عربى إلى أمريكا وهو الشيخ احمد بن نعمان الكعبي البحرانى.[بحاجة لمصدر]
وتناول كذلك نشر الإسلام وسماحته في عصر السلطان سعيد بما عرف عنه من عدل وحسن خلق مع كونه تاجراً مما ادى إلى ادخال الإسلام مع التجارة إلى العديد من المناطق في شرق افريقيا.

## أبطال العمل
النجوم: سهير المرشدى. أشرف عبد الغفور،
مديحة حمدى، محمد عبد الجواد،
الفنان العمانى: جمعة بن هيكل البلوشى
خالد الذهبى، خالد عبد السلام،
ايمان امام، محمود عامر، لاشينة لاشين، أحمد مجدى، مصطفى خليل.

## الكاتب
المسلسل كتابة وتحقيق وسيناريو الكاتب والسيناريست والمؤرخ د / وليد برهام، والذي تخصص في كتابة الأعمال الدينية والتاريخية، وهو أول عمل غير مصرى له حيث يعد انطلاقة للعربية. من أعماله (مسلسل الامام الشافعى، مسلسل الامام مسلم، مسلم سفيان الثورى، عمار يا مصر، حكايات الشهيد، المصرى أفندى)

## الإخراج
للمخرج المصرى الكبير عادل شحاته. وهو مخرج اذاعى شهير له العديد من الأعمال الاذاعية ومنها على سبيل المثال مسرح المنوعات والذي كان يقدمه الاذاعى على فايق زغلول. إلى ربات البيوت، المسلسل الاذاعى الحسن الوزان.

## الجوائز
فاز المسلسل بجائزتين في مونديال القاهرة للأعمال الفنية والإعلام: الجائزة الذهبية للأعمال التاريخية، ودرع المونديال.